# (5559) 1990 MV
1990 أم في (ويعرف أيضًا باسم (5559) 1990 أم في وفق تسمية الكوكب الصغير) (بالإنجليزية: 1990 MV)‏ هو كويكب ضمن حزام الكويكبات؛ وترتيبه 5559 من حيث الاكتشاف.
اكتُشف هذا الجُرم الفلكي بواسطة اليانور إف. هيلين في 27 يونيو 1990.

## وصلات خارجية
- (5559) 1990 MV في قاعدة بيانات مختبر الدفع النفاث لأجرام النظام الشمسي الصغيرة

- الاكتشاف · مخطط المدار ·  العناصر المدارية · المعلمات المادية

- (5559) 1990 MV على موقع ويكي سكاي: DSS2, SDSS, GALEX, IRAS, Hydrogen α, X-Ray, Astrophoto, Sky Map, Articles and images